# Pont de Bonpas
Le pont de Bonpas, sur la Durance, relie le sud de Vaucluse au nord des Bouches-du-Rhône. Ce lieu de passage entre Avignon et Noves fut d'abord un gué sous la préhistoire. 
Ce Maupas fut assez terrible pour être assimilé à la Tarasque qui a été découverte ici. Un premier pont roman en pierre y fut construit avant d'être emporté par les flots. Un bac à traille y fut substitué jusque sous l'Empire puis vint un pont suspendu et enfin un pont de pierre permettant le passage de la RD 907. Depuis, il est doublé par un second pont qu'emprunte l'autoroute A7.

## Histoire

### Antiquité

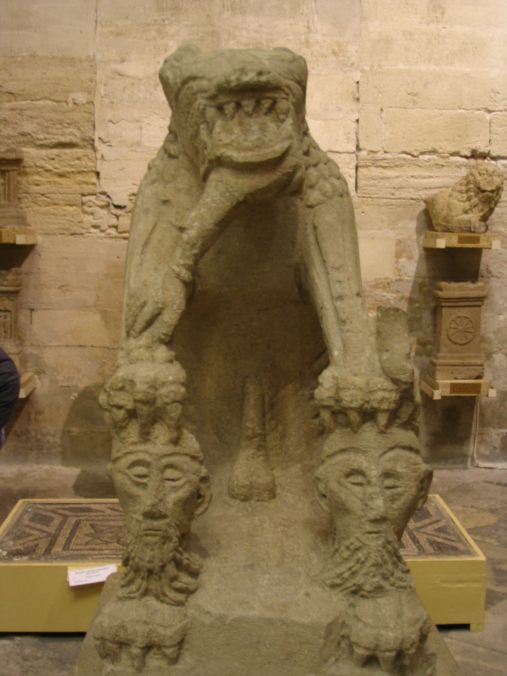
Dévoreuse d'hommes, la Tarasque de Noves de face en position ithyphallique, symbole du Maupas

Si le gué du Maupas  permit de franchir la Durance depuis la préhistoire, ce ne fut pas sans laisser de traces dans la mémoire collective. En 1849, lors du désouchage d'un mûrier, la statue d'un monstre, dite depuis la Tarasque de Noves, a été exhumée à proximité du gué, par Joseph Joachin Meynard, dans un champ près du cimetière de cette commune. Elle reposait à 2,50 mètres de profondeur sur un sol de pierres brutes. Elle est datée entre -50 et le début de notre ère. Pour les Cavares, qui l'ont sculptée, elle pouvait témoigner d'une analogie entre le flot meurtrier du torrent au gué du Maupas et la férocité du monstre androphage.
Salomon Reinach, qui prenait cette Tarasque pour un lion, l'a ainsi décrite « La bête est assise sur son train de derrière. Sur chacune de ses pattes repose une tête barbue qui supporte une patte antérieure du fauve. La gueule du lion, largement ouverte, contenait probablement la partie inférieure d'un corps humain (le groupe est mutilé à cet endroit), car deux tronçons de bras humains, dont l'un est orné d'un bracelet, semblent avoir appartenu à ce corps ».

### Moyen Âge
On peut supposer avec certitude l'existence d'un pont au passage du Maupas au XIIe siècle. Mais la violence des flots l'aurait emporté au milieu de la seconde moitié du XIIe. La traversée de la rivière torrentielle au Maupas devenu Bonpas, ne fut pas abandonnée. Un bac à traille est attesté dès 1166. Paul Pansier, dans une étude sur les frères du Pont d'Avignon, indique: « En 1166, Geoffroy, évêque d'Avignon, vend aux ministres et maîtres et hospitaliers ou constructeurs du pont de Maupas, la moitié du péage que son Église percevait sur le passage des pèlerins et des marchands mais se réserve le dominum du pont et le droit d'y construire ». 
Chateaubriand, dans le Livre IV, chapitre III, du Génie du christianisme expliquait à propos des frères pontifes: « Ils s'obligeaient par leur institut à prêter main-forte aux voyageurs, à réparer les chemins publics, à construire des ponts et à loger les étrangers dans des hospices qu'ils élevaient au bord des rivières. Ils se fixèrent d'abord sur la Durance, dans un endroit appelé Maupas ou mauvais pas et qui, grâce à ces généreux moines, prit bientôt le nom de Bonpas qu'il porte encore aujourd'hui. C'est cet ordre qui bâtit le pont du Rhône à Avignon ».
Cette Œuvre du pont fut fondée quinze ans avant celle d'Avignon, elle avait créé un abri pour voyageurs et pèlerins leur assurant gîte et soins, l'allusion aux constructeurs laisse supposer soit un projet d'édification d'un pont - sous la gouverne de l'évêque d'Avignon - soit un passage sur un pont de barques, soit une passerelle en bois, ces moyens de passage s'étant substitués au pont de pierre emporté par les eaux de la rivière. 
La commune d'Avignon concéda, en 1229, à Pierre Ruf et à Isnard Mourre le creusement d'un nouveau canal, la Durançole ou Canal de l'Hôpital qui déviait une partie des eaux de la Durance. Les eaux apportées par celui-ci se déversaient dans les fossés ouest des fortifications, à l'opposé de celles provenant de la Sorgue. 
En 1270, Alphonse de Poitiers, accorda aux frères hospitaliers du pont sur la Durance confirmation de tous les droits, juridictions, fiefs et banalités qu'ils avaient dans le Comtat Venaissin et son comte de Toulouse. L'acte est intitulé Privilegiam hospitaleriis Boni Passus.
En 1276 la frontière est contestée, entre le Comtat Venaissin et la Provence, au travers des revendications territoriales des seigneurs de Caumont-sur-Durance et de Cabannes. Un arbitrage la fixe par la ligne partant de la « cinquième pile du pont » à la chapelle du sommet de la colline Saint-Jacques de Cavaillon. Deux ans plus tard, des chevaliers de l’ordre de l'Ordre de Saint-Jean de Jérusalem s'y installent.

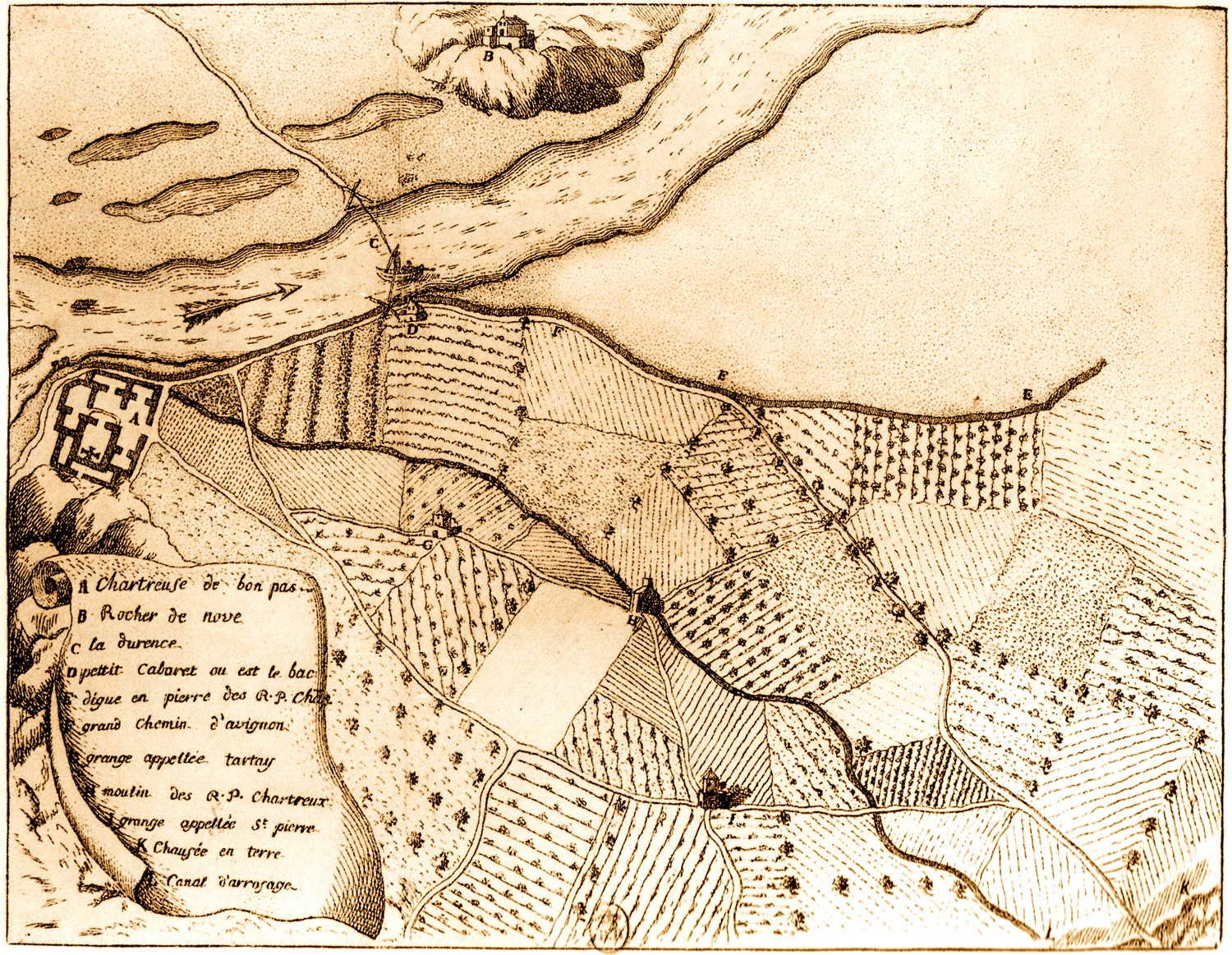
Carte de la Durance au Bac de Noves

Si les piles restaient, le pont de pierre ne fut pas reconstruit. Au XIIIe siècle et au XIVe siècle, les textes n'en font jamais mention. Mais ceux attestant l'existence d'un antique pont de pierre se trouvent dans les Lettres Communes de Jean XXII. L'une, en 1316 autorisait les chevaliers de Noves à utiliser les pierres d'un ancien pont pour tenter d'en construire un nouveau. Projet qui échoua puisque la bulle de ce même pontife fondant la Chartreuse de Bonpas, en 1320, ne mentionnait qu'un bac et un port. Par contre une Lettre, datée de 1329 faisait à nouveau allusion à un pontem antiquum détruit à cet endroit. 
Ce qui n'empêcha point la maison hospitalière de Bonpas de continuer son œuvre en assurant la maintenance d'un bac à traille. Ce bac fonctionnait encore au XVIIIe siècle comme l'indique une carte gravée sous l'intitulé  Carte de la Durance au Bac de Noves et qui est conservée parmi les Estampes de la Bibliothèque Nationale. Le pont en pierre ne fut reconstruit qu'au cours du XIXe siècle.

### Période moderne
En 1688, l'Assemblée des États de Provence demanda à Louis XIV l'autorisation de reconstruire le pont en utilisant les anciennes piles encore existantes. Mais ce ne fut qu'après la Révolution que le principe d'un pont en charpente de mélèze fut adopté. Commencé en 1804, sur les plans de M. Duvivier et sous la surveillance de Pierre Bondon, cet ouvrage long de 546 mètres possédait quarante-sept travées et fut ouvert à la circulation en 1812. 

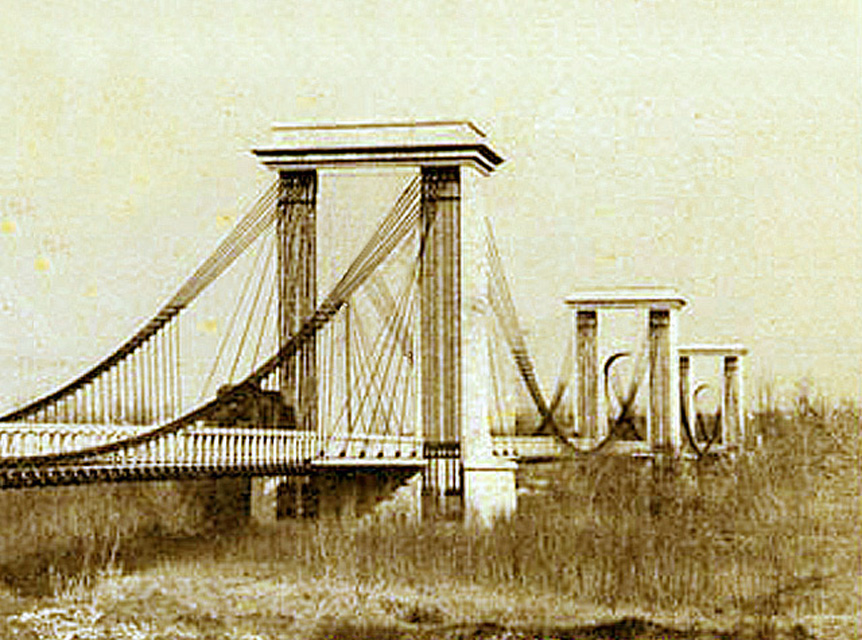
Ancien pont suspendu de Bonpas

Le 18 messidor an I (6 juillet 1793), la garde nationale pris position afin d'interdire à une insurrection royaliste de franchir la Durance. Alors que la garde nationale se repliait, un enfant de 13 ans, Joseph Agricol Viala, se saisit d'une hache et attaqua le cordage du bac afin d'empêcher le passage des royalistes. Viala fut abattu dans la bataille mais permit à la garde nationale de se replier. L'enfant devint une figure de la Révolution française et à Avignon, une fête civique fut organisée le 30 messidor.
De 1804 à 1808, l'ingénieur Claude-Raphaël Duvivier y établit un pont en charpente de 45 travées pour 600 mètres de portée.
Le 25 avril 1814, alors qu'il était en route vers l'île d'Elbe, Napoléon après avoir quitté Avignon, passa sur le pont de Bonpas. Il fit arrêter son équipage et, prenant sa lunette de campagne, regarda la chartreuse. Il dit alors : « Dans un autre siècle, un caprice du destin m'aurait peut-être jeté dans ce cloître ; là encore, je me serais fait une place. Le catholicisme remuait alors le monde ; toutes ces congrégations de moines étaient autant de régiments, on pouvait en devenir le chef »,. 
Une forte crue, en 1886, ayant emporté neuf arches, le conseil général de Vaucluse fit alors appel à Ferdinand Arnodin qui était en train de restaurer le pont suspendu d'Avignon. L'ingénieur fit remplacer, en urgence, le tablier  en lançant une travée de 103,65 mètres de long, montée sur des pylônes en bois. Mais le pont en bois restait fragile face à chaque crue du gigantesque torrent. La décision de faire édifier, en aval, un pont suspendu de « type Arnodin » fut adoptée. Ce pont fut lancé et inauguré en 1894, il mesurait 520 mètres de long et reposait sur quatre travées.
| Pont de Bonpas | Achevé | Détruit | Type      | Longueur | Largeur | Travées | Ingénieurs                   |
| Pont en bois   | 1812   | 1886    | en mélèze | 546 m    | ?       | 47      | M. Duvivier et Pierre Bondon |
| Pont suspendu  | 1894   | 1944    | à haubans | 520 m    | 6,10 m  | 4       | Ferdinand Arnodin            |

En 1929, le pont fait l'objet d'une longue séquence au cours du film de Man Ray, Les Mystères du château de Dé.

### Période contemporaine
Le pont suspendu de Bonpas a été détruit en août 1944 lors de la retraite des armées allemandes. Depuis 1954, la traversée de la rivière se fait sur un nouveau pont en maçonnerie de 500 mètres de long soutenu par 14 arches. Il est à noter que Pierrot le fou, de Jean-Luc Godard, a été tourné en 1965 en partie au pont routier de Bonpas et sur les rives de la Durance.
Le pont routier est doublé d'un pont autoroutier mis en service début 1969, en même temps que la section d'autoroute A7 de Bonpas à Sénas. Ce pont a été conçu par le service central d'études techniques des Ponts et Chaussées ; le maître d'ouvrage était la société de l'autoroute de la vallée du Rhône (SAVR) devenue depuis la société des autoroutes du Sud de la France (ASF) ; la maîtrise d’œuvre était assurée par la direction départementale de l'équipement de Vaucluse; les travaux ont été réalisés par l'entreprise Ballot. L'ouvrage est constitué de deux ponts parallèles à trois voies de circulation, chacun portant un des sens de circulation de l'autoroute A7. D'une longueur de 550 mètres, il comprend 7 travées de 72 mètres et une demi-travée en rive gauche. Posé sur 7 piles en rivière parallèles au courant de crue, les tabliers continus sont ancrés dans une culée massive en rive droite et reposent sur une culée semi-enterrée en rive gauche. C'est sur cette culée que se trouve l'unique joint de chaussée. Chacun des tabliers est constitué d'un double caisson à inertie variable avec précontrainte longitudinale et transversale. Le profil en long reste horizontal sur la totalité de l'ouvrage et son tracé en plan suit une courbe circulaire de 3 000 mètres de rayon puis un arc de clothoïde côté rive gauche.